# Stiljagi
Stiljagi (in russo Стиляги?) è un film del 2008 diretto da Valerij Todorovskij.
La pellicola, di produzione russa, consacra la vita dell'omonima sottocultura giovanile degli anni cinquanta. 
Secondo i critici cinematografici e gli stessi autori il film appartiene al genere musical, commedia musicale, tragicommedia musicale e “cinepanettone russo”. Il film è stato ideato e realizzato dal regista Valerij Todorovskij con la sceneggiatura di Jurij Korotkov. 
È la storia di un ragazzo sovietico come tanti che trova gli amici e l'amore tra i “nemici ideologici”.
La colonna sonora è la peculiarità del film, costituita da hit del rock russo rielaborate in chiave jazz e rock 'n' roll. Il film è ricco di balli e spettacoli coreografici. Oltre alla funzione di mero intrattenimento, la pellicola presenta le problematiche relative alla concezione del mondo.

## Trama
La vicenda si svolge a Mosca tra il 1955-1956. Stalin è già morto, ma Nikita Chruščёv non ha ancora smascherato il culto della sua persona. Nella capitale compare il cosiddetto “stiljažničestvo” (movimento stiljagi).
Gli stiljagi sono giovani appassionati di jazz e rock 'n' roll che preferiscono uno stile di vita e un abbigliamento indipendente e sgargiante alla grigia ufficialità degli anonimi cittadini sovietici. Il loro stile di vita contrasta bruscamente con la noiosa e misera quotidianità del dopoguerra sovietico.
Tuttavia nel paese vige ancora la direttiva sulla lotta al “cosmopolitismo senza radici”. E nella lotta agli stiljagi vengono coinvolti družina e le pattuglie del Komsomol.
Il giovane comunista Mėls Birjukov prende parte all'ennesima retata nel parco Gor'kij, diretta dal “commissario” Katja. Mėls conosce una ragazza appartenente al mondo degli stiljagi, Polina soprannominata Pol'za, e se ne innamora. Pol'za invita Mėls sulla “Broadway” (via Gor'kij). Mėls trova il “look” adatto e al “Koktejl-Holl” conosce i suoi nuovi amici.
Poco dopo Fred, capo degli stiljagi e rappresentante della gioventù d'oro, parte per gli Stati Uniti per uno stage; questo viaggio sarà “il primo passo verso l'iniziazione” a futuro diplomatico. Mėls viene espulso dal Komsomol, suona il sassofono ed esce con Pol'za, quando viene a sapere che la ragazza è incinta di uno straniero. Dopo la nascita del bambino nero Mėls e Pol'za cambiano casa, dall'appartamento in coabitazione si trasferiscono dalla madre di Pol'za. A volte gli amici stiljagi vanno a trovarli. Ma presto uno di loro viene arrestato mentre sta comprando dei dischi americani, un altro è chiamato ad arruolarsi su un sottomarino e un altro ancora è bandito da Mosca e spedito al 101º kilometro dalla capitale.
Tornato dagli USA, Frėd trova soltanto Mėls. L'ex leader della compagnia dà all'amico un nuovo sassofono e anche una notizia terribile: in America gli stiljagi non ci sono!...